# Rutherford John Gettens
Rutherford John Gettens (Mooers, 17. siječnja 1900. – 17. lipnja 1974.), američki kemičar te jedan od začetnika znanosti o konzervaciji kulturne baštine.

## Životopis
Rutherford John Gettens odrastao je u Mooersu u New Yorku. Zvanje prvostupnika znanosti stekao je na sveučilištu Middlebury 1923. godine. Po diplomi podučavao je kemiju na sveučilištu u Colbyju. Zvanje Magistra znanosti stekao je na Harvardovom sveučilištu 1929.
Godine 1928., Gettens počinje raditi u "Fogg Art Museumu" sveučilišta u Harvardu, a 1949., postaje voditelj "Museum Technical Research" odjela. Godine 1951., Gettens utemeljuje Tehnički laboratorij pri "Freer Gallery of Art" u Washingtonu. Laboratorij je bio zamišljen ne samo kao mjesto istraživanja, već i mjesto gdje se radilo i na neposrednoj konzervaciji umjetnina. Godine 1961., postaje voditelj laboratorija, i na tom mjestu ostaje do umirovljenja 1968., dok je sve do smrti radio kao istraživački konzultant.
Gettens je jedan od utemeljitelja "Međunarodnog instituta za konzervaciju povijesnih i umjetničkih djela", godine 1948. Kasnije je bio i član vijeća te dopredsjednik, te predsjednik od 1968. do 1971. Bio je i koordinator radnih grupa pri "Međunarodnom vijeću muzeja" ,te član savjetnik "Conservation Center of the Institute of Fine Arts" pri sveučilištu New York, kao i član znanstvenog savjetodavnog vijeća Winterthur muzeja.
Intenzivno je pisao radove vezane uz konzerviranje restauriranje i istraživanje umjetnina, a najznačajniji su "The Freer Chinese Bronzes" (Volume II), i, zajedno s George L. Stoutom, "Paintings Materials: A Short Encyclopedia".

## Vanjske poveznice
- Rutherford John Gettens
- Gettens,R.J. Painting Material (1942.)